# Osmia albolateralis
Osmia albolateralis är en biart som beskrevs av Cockerell 1906. Osmia albolateralis ingår i släktet murarbin, och familjen buksamlarbin. Inga underarter finns listade i Catalogue of Life.